# Кипрское письмо
Кипрское письмо — слоговая письменность греков острова Кипр, зафиксирована памятниками VIII—III в. до н. э. Происходит от кипро-минойского письма.

## Открытие и дешифровка
Систематическое изучение кипрских надписей началось во второй половине XIX в.
Часть знаков дешифровал Дж. Смит в конце XIX в. благодаря греко-финикийской билингве (стела из Идалиона), однако он не успел закончить дешифровку из-за ранней смерти и не успел определить язык надписей как греческий. Несколько знаков после него определили Сэмюэл Бёрч и немецкий нумизмат Йоганнес Брандис. Прорыв в дешифровке совершил Мориц Шмидт, известный своим исследованием глоссария Гесихия Александрийского. Независимо от него к сходным выводам пришли Вильгельм Дееке и Юстус Сигизмунд из Страсбурга; поскольку их статья поступила в публикацию позднее, чем работа Шмидта, они ознакомились с работой последнего и предложили небольшие поправки. Окончательные чтения кипрских знаков уточнил Оливье Массон (1961), который исправил некоторые чтения Дееке и Сигизмунда.
Большинство надписей оказались выполненными на аркадо-кипрском диалекте древнегреческого языка. В 1876 г. Клермон-Ганно установил, что небольшое число надписей были выполнены на местном этеокипрском языке (одна из них — с параллельным греческим текстом). Одна краткая надпись (слово из 4 знаков) выполнена на финикийском языке.

## Возникновение
Общепринятой является теория о происхождении кипрского письма от более раннего кипро-минойского, открытого в 1930-е гг. Немногим более 20 знаков кипрского письма бесспорно идентифицируются как с кипро-минойскими прототипами, так и с аналогами в родственных письменностях Крита, по поводу генезиса других знаков имеются расхождения, поскольку форма знаков претерпела существенную эволюцию.
В конце 20 в. обнаружена надпись XI—X вв. до н. э. из 5 знаков, которая читается по-гречески Opheltau (o-pe-le-ta-u) — эти знаки имеют форму, переходную между кипро-минойским и кипрским письмом.
Количество знаков кипрского письма (около 60) сократилось по сравнению с кипро-минойским (около 90); возможно, из обихода вышли знаки, не находившие соответствия в греческой фонетике.

## Развитие и исчезновение
Кипрское письмо предположительно возникло в Пафосе (который, согласно легендам, был первой колонией микенских греков на острове, прежде чем греческий язык распространился по всему острову). Надписи IX—VIII в. не обнаружены. В дальнейшем письмо разделяется на два самостоятельных варианта:
- пафосский с направлением письма слева направо, как и в кипро-минойском письме, и с сохранением ряда архаичных знаков, засвидетельствован надписями VII—IV вв. до н. э.
- «общекипрский» вариант, характерный для большинства надписей, с направлением текстов справа налево, известен по надписям VI—III в. до н. э.

Оба варианта сохраняли самостоятельность, однако влияли друг на друга вплоть до исчезновения письма. Направление письма также соблюдалось нерегулярно — как для Пафоса, так и для общеостровного письма засвидетельствованы редкие исключения.
На монетах Пафоса использовался не местный, а общеостровной вариант письма, так как монеты имели хождение по всему острову (исключение — период упадка города IV в. до н. э., когда надписи выполнены пафосским вариантом). Некоторые пафосские знаки (le, u) имеют иную форму, чем их общекипрские аналоги и, возможно, восходят к иным знакам-прототипам из кипро-минойского письма.
Текст кипрским письмом IV в. до н. э. обнаружен в Карнаке (Египет).
Знаки наиболее поздних надписей (конец III в. до н. э., Кафизин в Агланции, пригороде Никосии) имеют ярко выраженную курсивную форму.
Письмо исчезает вскоре после перехода Кипра под власть египетских Птолемеев, в связи с распространением на острове греческого койне. Несколько памятников представляют собой параллельные тексты — греческим письмом на койне и кипрским письмом на местном диалекте греческого языка или на этеокипрском языке.
Обнаружена небольшая группа предметов I в. до н. э. с оттисками печатей кипрским письмом. Предполагается, что печати были выполнены в более ранний период и передавалась как наследственное имущество, и к моменту совершения оттисков знаки уже были непонятны киприотам.

## Орфография
Кипрское письмо было открыто-слоговым, что контрастировало с закрыто-слоговым характером греческого языка. Тем не менее, его орфографические принципы отличались от исчезнувшего в XII в. до н.э. родственного Линейного письма B, которое также использовалось для греческого языка, в частности:
- Для передачи закрытых слогов к последнему согласному, как правило, добавлялся гласный предыдущего или последующего слога, а в конце слова — гласный «е» (в Линейном B некоторые согласные в конце закрытого слога опускались)
- дифтонги передавались полностью (в Линейном B — обычно только первый гласный дифтонга)
- назализованный n на конце слога опускался (в Линейном B — аналогично)
- в отличие от Линейного письма B, кипрское письмо различало r/l, но не различало d/t. Кипрская t-серия объединяет знаки из d-серии и t-серии Линейного письма B. Кипрская l-серия генетически соответствует r-серии Линейного письма B. Знак su, скорее всего, восходит к тому же прототипу, что и знак du Линейного письма B.
- знак tu представляет собой диграф знаков to и u.

### Правила записи аркадокиприотского диалекта древнегреческого языка кипрским письмом[2]
Знаки, содержащие согласный [k] κ, обозначают также согласные [g] γ и [kʰ] χ; знаки с согласным [t] τ — соответственно, [d] δ и [tʰ] θ; знаки с согласным [p] π — соответственно, [b] β и [pʰ] φ.
βασιλεύς — 𐠞𐠪𐠐𐠄𐠩 (pa-si-le-u-se)
ἄνωγον — 𐠀𐠜𐠍𐠚 (a-no-ko-ne)
μάχαι — 𐠔𐠊𐠂 (ma-ka-i)
παῖδες — 𐠞𐠂𐠮𐠩 (pa-i-te-se)
ἀνέθηκε — 𐠀𐠚𐠮𐠋 (a-ne-te-ke)
Конечные согласные обозначаются слоговыми знаками, содержащими гласный [е].
τέμενος — 𐠮𐠕𐠜𐠩 (te-me-no-se)
Дифтонги, такие, как [ae], [au], [eu], [ei], передаются на письме полностью.
ἄρουραι — 𐠀𐠦𐠄𐠣𐠂 (a-ro-u-ra-i)
ἄνευ — 𐠀𐠚𐠄 (a-ne-u)
Носовые согласные, находящиеся перед другим согласным, на письме не передаются.
πάντα — 𐠞𐠭 (pa-ta)
ἄνθρωπος — 𐠀𐠰𐠦𐠡𐠩 (a-to-ro-po-se)
Долгие гласные на письме также не обозначаются.
ἠμί — 𐠁𐠖 (e-mi)
При удвоении согласного на письме обозначается только один.
Ἀπόλλωνι — 𐠀𐠡𐠒𐠛 (a-po-lo-ni)
Полугласный [j] может появляться между двумя гласными, когда первый из них [і].
ἰᾶσθαι — 𐠂𐠅𐠨𐠭𐠂 (i-ja-sa-ta-i)
Полугласный [w] ϝ может появляться между двумя гласными, когда первый из них [u].
δυϝάνοι — 𐠱𐠲𐠜𐠂 (tu-wa-no-i)
Когда в слове есть скопление согласных, то все согласные этого скопления передаются на письме. При этом скопления разбиваются на основе гласного того слога, к которому согласные звуки скопления принадлежат.
πατρί — 𐠞𐠯𐠥 (pa-ti-ri)
κασιγνήτα — 𐠊𐠪𐠋𐠚𐠭 (ka-si-ke-ne-ta)
Λιμνίσιος — 𐠑𐠖𐠛𐠪𐠃𐠩 (li-mi-ni-si-o-se)
πτόλιν — 𐠡𐠰𐠑𐠚 (po-to-li-ne)
Στασίκυπρος — 𐠨𐠭𐠪𐠎𐠡𐠦𐠩 (sa-ta-si-ku-po-ro-se)
μισθῶν — 𐠖𐠪𐠰𐠚 (mi-si-to-ne)
ἔστασε — 𐠁𐠩𐠭𐠩 (e-se-ta-se)
ἰκμαμένος — 𐠂𐠌𐠔𐠕𐠜𐠩 (i-ki-ma-me-no-se)
ἄργυρον — 𐠀𐠣𐠎𐠦𐠚 (a-ra-ku-ro-ne)

## Список знаков
Стандарт Юникод включает знаки кипрского письма в их общеостровном начертании около V в. до н. э. в блоке Кипрское письмо (англ. Cypriot Syllabry). Знаки, использовавшиеся только в пафосском варианте, в Юникод не включены.
|     | -a | -e | -i | -o | -u |
| --- | -- | -- | -- | -- | -- |
|     | 𐠀  | 𐠁  | 𐠂  | 𐠃  | 𐠄  |
| w-  | 𐠲  | 𐠳  | 𐠴  | 𐠵  |    |
| z-  | 𐠼  |    |    | 𐠿  |    |
| j-  | 𐠅  |    |    | 𐠈  |    |
| k-  | 𐠊  | 𐠋  | 𐠌  | 𐠍  | 𐠎  |
| l-  | 𐠏  | 𐠐  | 𐠑  | 𐠒  | 𐠓  |
| m-  | 𐠔  | 𐠕  | 𐠖  | 𐠗  | 𐠘  |
| n-  | 𐠙  | 𐠚  | 𐠛  | 𐠜  | 𐠝  |
| ks- | 𐠷  | 𐠸  |    |    |    |
| p-  | 𐠞  | 𐠟  | 𐠠  | 𐠡  | 𐠢  |
| r-  | 𐠣  | 𐠤  | 𐠥  | 𐠦  | 𐠧  |
| s-  | 𐠨  | 𐠩  | 𐠪  | 𐠫  | 𐠬  |
| t-  | 𐠭  | 𐠮  | 𐠯  | 𐠰  | 𐠱  |